# Justas Paleckis
Justas Paleckis, né le 2 janvier 1899 à Telšiai (Gouvernement de Kowno, Empire russe, aujourd'hui en Lituanie) et mort le 26 janvier 1980 à Vilnius, est un homme politique communiste lituanien. Il est président de la République par intérim en 1940 puis président du présidium du Soviet suprême de la république socialiste soviétique de Lituanie jusqu'en 1967.

## Biographie

### Jeunesse et formation
Fils d'un forgeron, Justas Paleckis fait ses études à l'université Vytautas-Magnus en 1926-1928. Il est l'un des éditeurs des périodiques lituaniens Naujas žodis et Laiko žodis.
Justas Paleckis est directeur de l'agence de nouvelles officielles lituaniennes (ELTA) de 1926 à 1927. Plus tard, il exprime son opposition à l'élite dirigeante lituanienne et est alors choisi comme candidat des communistes lituaniens (manipulés par l'envoyé de l'URSS Vladimir Dekanozov) pour devenir le leader de la Lituanie dans la perspective de la prise du contrôle du pays par les forces soviétiques en 1940.

### Carrière politique
Après la fuite du président Antanas Smetona vers les États-Unis le 15 juin 1940 lors de l'invasion de la Lituanie par les troupes soviétiques, le Premier ministre Antanas Merkys devient président par intérim et nomme Justas Paleckis Premier ministre avant de démissionner, faisant de Paleckis le nouveau président par intérim. Ces nominations sont considérées comme illégales et inconstitutionnelles, car Antanas Smetona n'a jamais démissionné. En tant que tel, les diplomates lituaniens ne considèrent pas Justas Paleckis comme un président légitime.
Justas Paleckis est président, non reconnu comme tel, de la Lituanie du 17 juin au 24 août 1940. Le 24 juin, il nomme le linguiste et écrivain Vincas Krėvė-Mickevičius Premier ministre. 
La Lituanie est incorporée de force à l'Union soviétique le 3 août suivant et Paleckis est nommé président du présidium du Soviet suprême de la république socialiste soviétique de Lituanie le 25 août et le demeure jusqu'au 14 avril 1967. Au cours de la période allant de 1940 à la mort de Staline en 1953, quelque 200 000 Lituaniens sont déportés dans les goulags (camps de concentration de l'URSS), située principalement en Sibérie. Il préside le Soviet des nationalités de 1966 à 1970.
Mort à Vilnius, il est enterré au cimetière Antakalnis, dans le quartier historique du même nom sur la rive gauche de la Néris.
Son fils, Justas Vincas Paleckis, né le 1er janvier 1942 à Kouïbychev, est un homme politique, député au Parlement européen entre 2004 et 2014 du Parti social-démocrate lituanien, lui-même affilié au Parti socialiste européen.

## Récompenses
- Héros du travail socialiste (1969)
- Ordre de Lénine (1947, 1949, 1950, 1958, 1965, 1969)
- Ordre de la révolution d'Octobre (1979)
- Ordre de la Guerre patriotique de 1re classe (1945)
- Ordre de l'Amitié des peuples (1974)